# Neil Young (album)
Neil Young je eponymní debutové studiové album Neila Younga. Album poprvé vyšlo v den jeho třiadvacátých narozenin 12. listopadu 1968. Album produkovali Young a David Briggs, mimo skladeb „The Old Laughing Lady“, „String Quartet from Whiskey Boot Hill“ a „I've Loved Her So Long“, ty produkovali Young, Jack Nitzsche a Ry Cooder.

## Seznam skladeb
| Strana 1 (LP) | Strana 1 (LP)               | Strana 1 (LP) | Strana 1 (LP) |
| Pořadí        | Název                       | Autor         | Délka         |
| ------------- | --------------------------- | ------------- | ------------- |
| 1.            | The Emperor of Wyoming      | Young         | 2:14          |
| 2.            | The Loner                   | Young         | 3:55          |
| 3.            | If I Could Have Her Tonight | Young         | 2:15          |
| 4.            | I've Been Waiting for You   | Young         | 2:30          |
| 5.            | The Old Laughing Lady       | Young         | 5:58          |

| Strana 2 (LP)  | Strana 2 (LP)                                           | Strana 2 (LP)  | Strana 2 (LP) |
| Pořadí         | Název                                                   | Autor          | Délka         |
| -------------- | ------------------------------------------------------- | -------------- | ------------- |
| 1.             | String Quartet from Whiskey Boot Hill                   | Nitzsche       | 1:04          |
| 2.             | Here We Are in the Years                                | Young          | 3:27          |
| 3.             | What Did You Do to My Life?                             | Young          | 2:28          |
| 4.             | I've Loved Her So Long (délka 2:20 na originálním mixu) | Young          | 2:40          |
| 5.             | The Last Trip to Tulsa                                  | Young          | 9:25          |
| Celková délka: | Celková délka:                                          | Celková délka: | 35:32         |

## Obsazení
- Neil Young – kytara, klavír, syntezátor, cembalo, pipe organ, zpěv
- Ry Cooder – kytara
- Jack Nitzsche – elektrické piano
- Jim Messina – baskytara
- Carol Kaye – baskytara
- George Grantham – bicí
- Earl Palmer – bicí
- Merry Clayton – doprovodný zpěv
- Brenda Holloway – doprovodný zpěv
- Patrice Holloway – doprovodný zpěv
- Gloria Richetta Jones – doprovodný zpěv
- Sherlie Matthews – doprovodný zpěv
- Gracia Nitzsche – doprovodný zpěv

### Produkce
- Dale Batchelor – zvukový inženýr
- David Briggs – producent
- Danny Kelly – fotografie
- Donn Landee – zvukový inženýr
- Jack Nitzsche – aranžér, producent
- Rik Pekkonen – aranžér, zvukový inženýr
- Mark Richardson – zvukový inženýr
- Henry Saskowski – zvukový inženýr
- Ed Thrasher – úprava obalu alba
- Roland Deihl – obal alba
- Neil Young – aranžér, producent
- Ry Cooder – aranžér, producent